# Борканник
Борка́нник (от «борка́н» — «морковь») — пшенично-ржаной пирог, начинённый морковью с крутыми куриными яйцами, популярен в Псковской, Новгородской и Тверской областях.
Пирог ведёт своё название со времён Новгородской Руси, поддерживавшей тесные культурные связи и народами Прибалтики.
Для теста смешивают пшеничную и ржаную муку вместе. Для начинки морковь отваривают, мелко нарезают или шинкуют, обжаривают в масле с репчатым луком, затем всё смешивают с куриными яйцами, сваренными вкрутую, добавляют укроп и тмин.